# 61 del Cigne
61 del Cigne (61 Cygni) és una estrella de la constel·lació del Cigne. És una de les estrelles més properes al sistema solar, a només 11,4 anys llum, però és especialment important per ser una de les que presenten un moviment propi més gran. Per aquesta raó, 61 Cygni fou la primera estrella (a part del Sol) a la qual es pogué mesurar la seva distància mitjançant paral·laxi: això ho aconseguí Friedrich Wilhelm Bessel els 1838 i trobà un valor molt semblant a l'acceptat actualment d'11,4 anys llum.
En realitat es tracta d'un sistema doble (61 Cygni A i 61 Cygni B). Durant dècades, a partir dels anys 40 l'anàlisi de les irregularitats del moviment dels dos estels van portar a la conclusió que un dels estels o tots dos tenien un o més planetes molt grans (diverses vegades la massa de Júpiter), però anàlisis posterior van revelar que les irregularitats periòdiques detectades eren espúries i que no provaven la presència de planetes. En canvi, mesures més precises fetes per la missió Gaia el 2018 indicaven la possibilitat d'un tercer cos al sistema.

Moviment propi de 61 Cygni mostrant la seva posició amb intervals d'un any.